# Scapulaire de Notre-Dame de la Merci

Scapulaire de N-D de la Merci

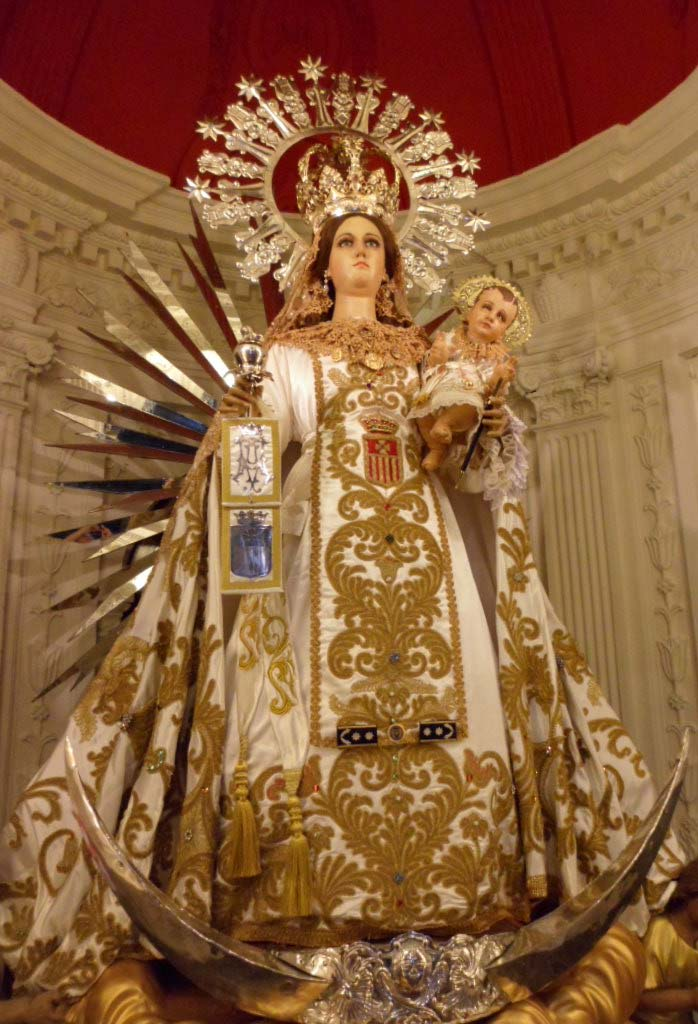
Statue de Notre-Dame de la Merci dans l'église de León au Nicaragua, l'image montre le scapulaire dans la main droite et porte le blason de l'ordre de la Merci sur son vêtement.

Le scapulaire de Notre-Dame de la Merci est un scapulaire catholique associé aux mercédaires.

## Description
Le scapulaire est formé de deux morceaux de laine blanche, il porte d'un côté l'image de Notre-Dame de la Merci ou le monogramme de Marie, patronne de l'ordre de la Merci et de l'autre le blason des mercédaires. Le but de son port est la dévotion à la Vierge et la participation aux mérites de l'ordre avec indulgences.

## Origine
L'ordre de la merci est fondé par Pierre Nolasque à la suite d'une apparition de la Vierge Marie ; dans cette vision elle lui donne un scapulaire blanc, symbole de son patronage sur l'institut. De nombreux fidèles voulant recevoir l'habit donné par la Vierge, les mercédaires établissent des confréries dont les membres reçoivent un scapulaire. 

## Approbation
Les indulgences liés aux fêtes de la confrérie sont accordés par de nombreux papes Adrien VI, Alexandre VIII dans la bulle incrustabili sapientiæ arcano, Urbain IV, Clément XI, Benoît XIII et approuvés par la congrégation des indulgences le 28 janvier 1716 ainsi que le 30 juillet 1868. Après les réformes du concile Vatican II les indulgences attachées au scapulaire sont renouvelés en 1967.